# Elis Mraz
Elis Mraz, vlastním jménem Eliška Mrázová (* 6. srpna 1994 Ostrava), je česká zpěvačka a hudební skladatelka. V roce 2014 získala ocenění Objev roku v anketě Český slavík Mattoni. V tomtéž roce se dostala do semifinále soutěže Hlas Česko Slovenska. Své debutové album s názvem Shubidu vydala v roce 2013.
Během své pěvecké kariéry zaznamenala již řadu úspěchů, například 2. místo na mezinárodní soutěži Golden Lute či 3. místo v anglicko-americkém hudebním žebříčku BEAT 100, zásluhou písně "Letter to Mom" inspirované skutečným dopisem z koncentračního tábora.
Mezi lety 2016 a 2019 se zabývala skládáním autorských písní. Díky spolupráci s agenturou Nemoros (Kobalt Publishing) dostala příležitost cestovat po světě a spolupracovat s významnými zahraničními autory jako Andrew Murray, Kenneth Karlin nebo Don Mescall.
Od roku 2015 spolu se svým bratrem Daliborem moderuje pro kanál Déčko České televize dětský pořad Ty Brďo!.
V letech 2020 a 2022 se zúčastnila českého národního kola soutěže Eurovision Song Contest, poprvé s písní "Wanna Be Like" (ve spolupráci s rapperem Čis T), podruhé sólově s písní "Imma Be". V obou ročnících obsadila druhé místo. V letech 2017 a 2021 byla součástí české poroty na mezinárodním finále.
Pod vydavatelstvím QQ studio Ostrava v roce 2020 vydala EP History.
Její bratr je Dali Mraz, vlastním jménem Dalibor Mráz, virtuózní bubeník a hudební skladatel.

## Diskografie

### Alba
- Shubidu (2013)
- History (EP, 2020)

### Singly
- „Napůl“ (feat. Olga Lounová) (2019)
- „Wanna Be Like“ (feat. Čis T) (2020)
- „Don't Touch Me“ (2020)
- „Imma Be“ (2021)